# Феофан (Александров)
Архимандрит Феофан (в миру Фёдор Александров; ок. 1785, село Городище, Каширский уезд, Тульская губерния — 23 октября 1852, Калязин) — архимандрит калязинского Макариевского монастыря, церковный композитор.

## Биография
Родился в семье дьячка Василия Гаврилова.
Образование получил в Троице-Сергиевой и в Вифанской семинариях, где обнаружились в будущем композиторе большие дарования и любовь к церковному пению.
В 1808 году Фёдор Александров окончил курс учения и был назначен учителем латинского языка в низший класс Троице-Сергиевой семинарии и регентом митрополичьего (лаврского) хора.
К этому времени относится реформа духовно-учебных заведений. В Петербург вызывались из других епархий выдающиеся преподаватели; из Троице-Сергиевой семинарии были вызваны «для усмотрения и определения их соответственно их знанию и способностям» — иеродиакон Филарет (Дроздов), Сем. Платонов и Фёдор Александров. Вызванные должны были представить в комитет об усовершенствовании духовных училищ какие-либо свои учёные работы. Фёдор Александров не нашёл ничего лучше, как представить сочиненные им стихи: «Взгляд на путь к Парнасу», «Неколебимость Церкви (Mф. 16, 18)», «Не бойся, малое стадо (Лк. 12, 32)», «Поим Господеви (Исх. 15, 1)» (все эти стихи в рукописи хранятся в Архиве Св. Синода, в деле Ком. Дух. Учил., № 22).
Александров остался в Санкт-Петербурге, и в 1809 году был определён учителем высшего класса в Александро-Невское духовное училище по латинскому и греческому языкам, свящ. истории, катехизису и церковному пению; кроме того, в существовавшей тогда Армейской семинарии он преподавал риторику, греческий язык и высшее красноречие и в Санкт-Петербургской академии состоял помощником библиотекаря. Ревизоры с похвалой отзывались о знаниях, способностях и усердии Александрова.
В 1812 году он был назначен на должность ректора Александро-Невского училища и вместе инспектора и преподавателя философских наук Санкт-Петербургской духовной семинарии. В августе того же года он постригся в монахи с именем Феофан.
Через год, оставаясь при прежних должностях, получил сан архимандрита Сковородского Михайловского монастыря Новгородской епархии. В следующем 1814 году архимандрит Феофан был назначен ректором и профессором богословских наук преобразованной Ярославской духовной семинарии и настоятелем ростовского Борисоглебского монастыря. Учебное дело в семинарии он поставил хорошо, были некоторые недочёты по экономической части и письмоводству, но архимандрит Феофан в этом не был виноват.
В 1816 году он был переведён в Домнитский Рождество-Богородицкий монастырь Черниговской епархии и через 4 месяца назначен профессором Черниговской духовной семинарии.
В 1817 году он был переведён в казанский Спасо-Преображенский монастырь и через месяц назначен ректором и профессором старой Казанской академии, преобразованной в 1818 году в новую духовную семинарию. Таким образом архимандриту Феофану третий раз пришлось принимать деятельное участие при введении духовно-учебной реформы (в Петербурге, Ярославле и Казани).
Как преподаватель богословия, архимандрит Феофан был одним из наиболее самостоятельных и передовых: известны в рукописи составленные им «Записки по части догматической богословии», на латинском языке, которые хотя и заключали в себе много лишнего, ненужного и схоластического, но считались очень хорошими по плану, языку и ясности изложения. Им обращено было внимание и на материальное обеспечение семинаристов, живших на частных квартирах; в 1829 году при семинарии основан был «Комитет для призрения бедных учеников казанской семинарии и низших подведомых оной училищ» и при Спасском монастыре устроен флигель для ученического общежития.
14 декабря 1819 года архимандрит Феофан был назначен (с оставлением в должностях ректора семинарии и настоятеля монастыря) профессором богословия в Казанский университет, где читал лекции по собственным запискам, переведённым на русский язык.
Он принимал большое участие в деятельности Российского Библейского Общества, состоя председателем его комитетов в Ярославле и Казани (известна его «Речь о значении Библейского Общества»).
Кроме того, он состоял членом казанской духовной консистории, членом казанского цензурного комитета и членом казанского Общества любителей российской словесности.
Церковное пение и музыка составляли для него высшее утешение и в Казани: он сам выбирал певчих, руководил хором на спевках, много пел solo и играл на гуслях.
Не угодив чем-то попечителю учебного округа Магницкому, архимандрит Феофан был 24 февраля 1823 года уволен из университета.
В 1832 году он был назначен настоятелем московского Донского монастыря, а вскоре ещё членом московской синодальной конторы и благочинным ставропигиальных монастырей.
Богатые средства монастыря дали возможность архимандриту Феофану всецело предаться церковно-певческому делу, образовать профессиональный хор и обставить его всеми удобствами.
Состоя членом Комитета для устройства церковного пения, архимандрит Феофан не поладил с директором придворной капеллы Львовым — не находил в композициях последнего церковности. Враждебно настроенный по отношению к архимандриту Феофану, А. Ф. Львов тоже неодобрительно отзывался о музыкальных сочинениях архимандрита: «марает нотную бумагу, воображая, что он единственный в мире сочинитель церковного пения». В результате, в 1850 году архимандрит Феофан был перемещён (после трагического инцидента с убийством княгини В. Д. Голицыной) в нежинский Назарет-Богородичный монастырь Черниговской епархии, а в конце того же года (21 декабря) — в Калязинский монастырь, где и скончался 23 октября 1852 года.

## Музыка
Архимандрит Феофан не был хорошо знаком с теорией музыки, он был самоучкой, его пьесы не отличаются сложностью музыкального построения, но просты, мелодичны и спокойны, как просто наше старинное обиходное пение.
Все свои композиции он называл переложениями, самостоятельное творчество сказалось лишь в небольшом числе его произведений. В рукописи известны 8 томов его партитуры: всенощное, литургия, великопостные песнопения, Страстная седмица, Пасхальные песнопения, песнопения всех двунадесятых праздников, праздников Покрова Пресв. Богородицы и св. апостолов Петра и Павла, а также особые песнопения — при погребении, на акафистах, «Под Твою милость», «Утоли болезни» и др.
Широко известно и исполняется его переложение ирмосов Рождества Христова.
В печати его музыкальные произведения не появлялись.

## Сочинения
Из проповедей его изданы следующие:
- «Слово в день тезоименитства его императорскаго высочества, благовернаго государя и великаго князя Николая Павловича», : Проповеданное 6 декабря 1813 года в Морском Николаевском соборе (СПб., 1814);
- «Слово в Великий Пяток»;
- «На день восшествия на престол императора Александра І»;
- «Собрание поучительных слов на Господские и Богородичные праздники и некоторые высокоторжественные дни» (2 кн., М.: тип. Лазаревых ин-та вост. яз., 1841; Ч. 1 — 294 с.; Ч. 2 — 312 с.; Изд. 2-е, испр. и умноженное. — М.: В тип. скоропечатания В. Кирилова, 1844);
- «Собрание поучительных слов на воскресные дни …» (М.: Тип. Александра Семена, 1849. — 476 c.);
- «Слово 18 сентября 1827 г. по случаю Высочайшей милости Казанским купеческому и мещанскому обществам» (M., 1828).